# الإرهاب في الهند

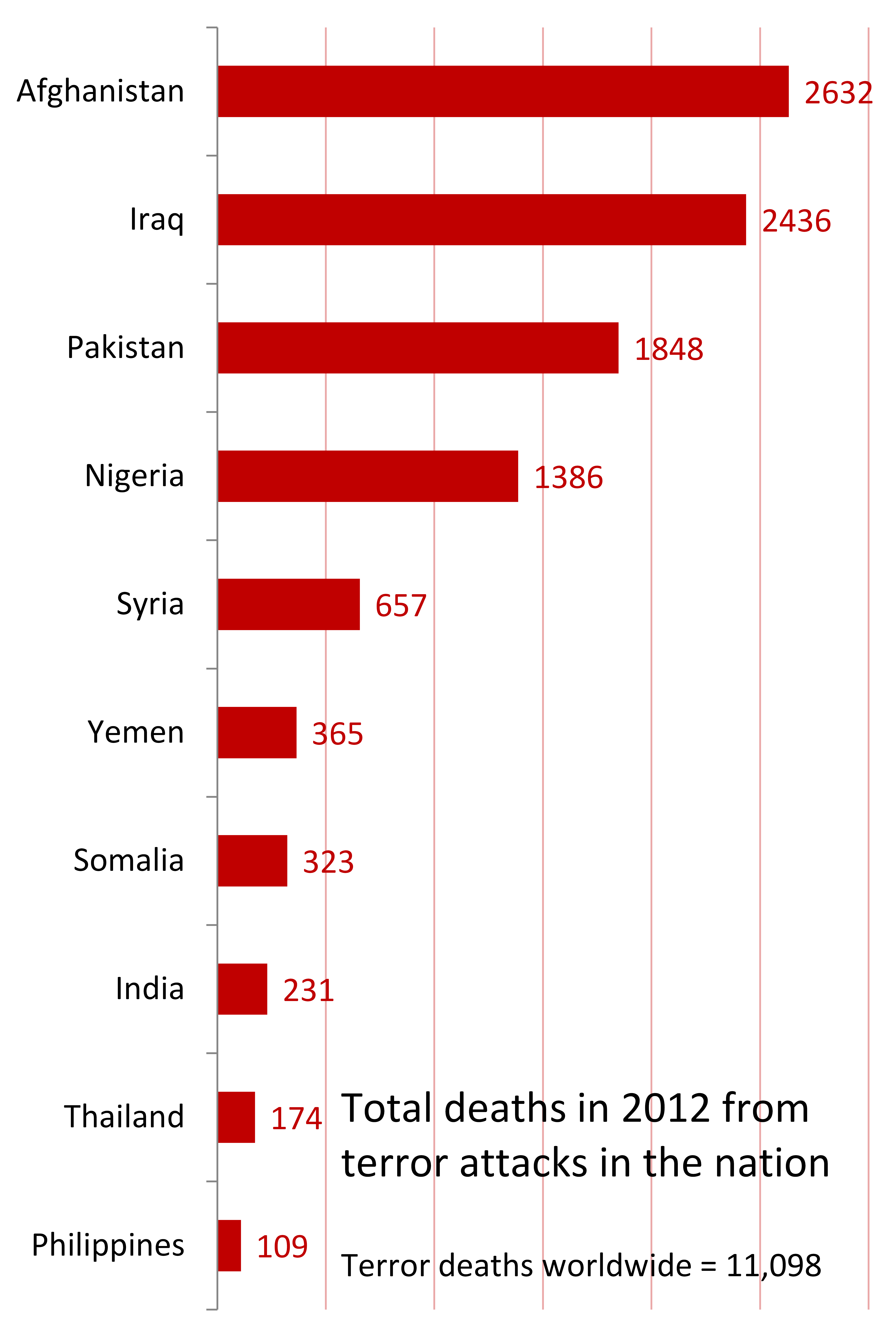
أعلى الدول التي تسبب الهجوم الإرهابي الكلي في وفيات فيها عام 2012 وفقًا لوزارة الخارجية الأمريكية.

وفقًا لوزارة الداخلية، يشكل الإرهاب في الهند تهديدًا كبيرًا لشعب الهند. تواجه الهند مجموعة واسعة من الجماعات الإرهابية مقارنةً بالدول الأخرى. يشمل الإرهاب الموجود في الهند الإرهاب المنسوب للمسلمين، والإرهاب المنسوب للهندوس، والإرهاب الانفصالي، والإرهاب اليساري. تعد الهند من أكثر الدول تضررًا من الإرهاب.
التعريف الشائع للإرهاب هو الاستخدام المنهجي للعنف أو التهديد باستخدامه لإخافة السكان أو الحكومة بغية تحقيق أهداف سياسية أو دينية أو أيديولوجية.
ما تزال الهند تواجه عددًا من الهجمات الإرهابية من قبل الجماعات الإسلامية في كشمير، والانفصاليين السيخيين في بنجاب، والجماعات الانفصالية في ولاية آسام. من المناطق التي شهدت أنشطة إرهابية طويلة الأمد جامو وكشمير وشرق وسط وجنوب وسط الهند (الناكسالية) والولايات السبعة الشقيقة. في أغسطس عام 2008، قال مستشار الأمن القومي إم ك نارايانان إن هناك ما يصل إلى 800 خلية إرهابية تعمل في البلاد. اعتبارًا من عام 2013، تأثرت 205 من مقاطعات البلاد البالغ عددها 608 بالنشاط الإرهابي. سببت الهجمات الإرهابية مقتل 231 مدنيًا في عام 2012 في الهند، مقارنةً بـ11098 حالة وفاة ناجمة عن الإرهاب في جميع أنحاء العالم، وفقًا لوزارة الخارجية الأمريكية؛ أو نحو 2% من الوفيات العالمية الناجمة عن الإرهاب التي تمثل 17.5% من سكان العالم.
زعمت التقارير أن الإرهاب في الهند مدعوم من قبل باكستان، وقد قبل بعض السياسيون الباكستانيون البارزون هذه المزاعم في مقابلات أجروها، بمن فيهم الرؤساء الباكستانيون السابقون، برويز مشرف وآصف علي زرداري، ورئيس الوزراء السابق، نافاز شريف. في يوليو عام 2016، أصدرت حكومة الهند بيانات عن سلسلة من الهجمات الإرهابية في الهند منذ عام 2005 والتي أودت بحياة 707 شخصًا وخلفت أكثر من 3200 جريحًا.

## الجماعات الإرهابية في الهند
أدرجت بوابة الإرهاب في جنوب آسيا 180 جماعة إرهابية عملت من داخل الهند على مدار العشرين عامًا الماضية، وكثير منها مدرج في قائمة الشبكات الإرهابية العالمية التي تعمل في أو من دول جنوب آسيا المجاورة مثل بنغلاديش ونيبال وباكستان. أُدرجت 38 جماعة منها في القائمة الحالية للمنظمات الإرهابية المحظورة من قبل الهند بموجب لائحتها الأولى لقانون الأنشطة غير المشروعة لعام 1967. اعتبارًا من عام 2012، أُدرجت معظم هذه الجماعات ضمن قوائم الولايات المتحدة والاتحاد الأوروبي مع حظرها.

## قائمة الهجمات

### أندرا برديش

#### تفجيرات الكنائس في جنوب الهند لعام 2000
تشير تفجيرات الكنائس عام 2000 إلى التفجيرات المتتالية للكنائس في ولايات كارناتاكا وغوا وأندرا برديش بجنوب الهند من قبل الجماعة الإسلامية المتطرفة، ديندر أنجومان، في عام 2000. في 21 مايو عام 2000، فُجّر مجمع مسيحي في ماتشيليباتنام بولاية أندرا برديش. في 8 يوليو عام 2000، قصفت كنيستان في ولاية أندرا برديش، كنيسة جيويت التذكارية المعمدانية في أونغول وكنيسة الأم فانيني الكاثوليكية في بلدة تاديباليغوديم. أسفر الانفجار الذي وقع في كنيسة أونغول عن إصابة ثلاثة أشخاص.

#### حادث قطار كرنول
تحطم قطار ركاب بعدما خرج عن مساره في مدينة كرنول في ولاية أندرا برديش في الهند، في 21 ديسمبر عام 2002. أثناء الإصلاحات المتسرعة للسكك الحديدية، تبين أن أحد خطوط السكك الحديدية قد قُطع مؤخرًا بشكل متعمد، ما سبب انحراف القطار عن المسار. وافقت تقارير لاحقة على أن سبب التحطم هو التخريب. بعد ثلاثة عشر شهرًا من الهجوم، ألقت الشرطة في حيدر آباد القبض على رجل يدعى سيد عبد النعيم، وهو ناشط في منظمة لشكر طيبة، بعدما فشل في «اختبار بصمة الدماغ» عند استجوابه من قبل الشرطة الهندية. وُجهت إليه تهمة التورط في كل من التخريب في السكك الحديدية والتفجير الذي أسفر عن مقتل شخصين في معبد ساي بابا.

### آسام
بعد ناجالاند، تعد ولاية آسام أكثر الدول تقلبًا في المنطقة. ابتداء من عام 1979، طالب السكان الأصليون في ولاية آسام بكشف المهاجرين غير الشرعيين الذين هاجروا من بنغلاديش إلى آسام وترحيلهم. بدأت الحركة التي قادها اتحاد طلاب آسام بأساليب لاعنفية تشمل الساتياغراها والمقاطعات والاعتصامات والاعتقالات.
كثيرًا ما واجه المحتجون إجراءات الشرطة. في عام 1983، أجريت انتخابات عارضها قادة الحركة. أدت الانتخابات إلى أعمال عنف واسعة النطاق. انتهت الحركة أخيرًا بعد أن وقع قادتها اتفاقية (سميت اتفاقية آسام) مع الحكومة المركزية في 15 أغسطس عام 1985.
بموجب أحكام هذه الاتفاقية، سُمح لكل من دخل الدولة بصورة غير شرعية بين يناير عام 1966 ومارس عام 1971 بالبقاء، لكنه حرم من حقوقه لمدة عشر سنوات، بينما واجه من دخلها بعد عام 1971 الترحيل. سمح تعديل نوفمبر عام 1985 لقانون الجنسية الهندي لغير المواطنين الذين دخلوا ولاية آسام بين عامي 1961 و1971 بالحصول على جميع حقوق المواطنة باستثناء حق التصويت لمدة عشر سنوات.

### دلهي

#### انفجار لاجبات ناجار عام 1996
وقع انفجار لقنبلة في سوق لاجبات ناجار في دلهي في 21 مايو عام 1996، ما أسفر عن مقتل 13 مدنيًا وإصابة 39 آخرين. أعقب الانفجار في اليوم التالي انفجار داوسا عام 1996. أدين ستة من أعضاء جبهة جامو وكشمير الإسلامية المتشددة في التفجيرات. كشف تحقيق الشرطة أن المفجرين كانوا على اتصال وثيق مع وكالة الاستخبارات الباكستانية. في أبريل عام 2012، حكمت المحكمة بالإعدام على محمد نوشاد ومحمد علي بهات وميرزا نصار حسين. حكم على جافيد أحمد خان بالسجن المؤبد، بينما أفرجت المحكمة عن فاروق أحمد خان وفريدة دار، مضيفةً أن عقوبة السجن التي قضياها أثناء المحاكمة كانت كافية. في نوفمبر عام 2012، برأت محكمة دلهي العليا محمد علي بهات وميرزا نصار حسين، وخففت عقوبة الإعدام بحق ميرزا نصار حسين إلى السجن المؤبد.

#### الهجوم على البرلمان الهندي عام 2001
في 13 ديسمبر عام 2001، هاجم الإرهابيون برلمان الهند، ما أسفر عن معركة بالأسلحة النارية استمرت 45 دقيقة قتل فيها 9 من رجال الشرطة وموظفي البرلمان. قُتل جميع الإرهابيين الخمسة على أيدي قوات الأمن وتبين أنهم مواطنون باكستانيون. وقع الهجوم نحو الساعة 11:40 صباحًا (بتوقيت الهند)، بعد دقائق من تأجيل مجلسي البرلمان لذلك اليوم. دخل الإرهابيون المشتبه بهم الذين يرتدون أزياء الكوماندوز البرلمان في سيارة عبر بوابة المبنى الخاصة بالوجهاء. عرضت السيارة الملصقات الأمنية الخاصة بالبرلمان ووزارة الداخلية ودخلت إلى مبنى البرلمان. أحدث الإرهابيون انفجارات ضخمة واستخدموا بنادق أيه كيه-47 ومتفجرات وقنابل يدوية في الهجوم. كان كبار الوزراء وأكثر من 200 عضو في البرلمان داخل القاعة المركزية للبرلمان عندما وقع الهجوم. أغلق أفراد الأمن المبنى بالكامل، ما أدى إلى إنقاذ العديد من الأرواح.